# Twój Kurier Regionalny
Twój Kurier Regionalny – lokalny tygodnik społeczno-informacyjny ukazujący się w byłym województwie skierniewickim. Kurier zamieszcza informacje związane z lokalnymi sprawami dotyczącymi mieszkańców, informacje samorządowe, polityczne, edukacyjne, kulturalne, sportowe. Wydawcą kuriera jest PPUH „A-Malż” EKSPORT - IMPORT Andrzej Malka

## Główne działy
- Aktualności
- Informator
- Nasze Miasto
- Edukacja
- Turystyka
- Zdrowie
- Sport
- Kultura
- Kulinaria
- Prognoza Pogody
- Motoryzacja
- Warto Przeczytać - polityka
- Rozrywka - film, muzyka, technika, gry
- Prognoza Pogody
- Ogłoszenia

## Redaktorzy - dziennikarze
- Redaktor Naczelny - Lucyna Wiewiórska
- Mikołaj Bałut